# Oberlander Báruch
Oberlander Báruch (New York, New York, 1965. december –) ortodox haszid zsidó vallási vezető, a Chábád Lubavics irányzat magyarországi megteremtője és legfőbb vezetője. Nős, hét gyermeke és tíz unokája született.

## Életpályája
Újpesti holokauszt-túlélők gyermekeként született 1965 decemberében New Yorkban, az Egyesült Államokban. Híres, magyar ortodox rabbinikus családból származik. Felmenői és ősei között találjuk például Grünwald Joszéf (1805?–1870) jánosházai majd gálszécsi, Oberlander Joszéf Chájim (1806?–1855) gyöngyösmelléki, Menczer Jiszáchár Dov (1823–1883) jókai, Grünwald Mózes (1853–1910) huszti vagy Grünwald Dávid (1867–1928) szatmárnémeti rabbikat.
Gyermekkorát New York város Brooklyn részének, Williamsburg nevű negyedében, azon belül is a pápai, ún. „Pupe” közösségben töltötte. Első mestere Grünwald József (1905–1984) pápai rabbi volt, aki a holokausztot követően hagyta el Pápa városát és 1951-ben követőivel együtt helyezte át székhelyét az Egyesült Államokba. Oberlander izraeli és amerikai jesivákban tanult, majd 1988-ban a Central Yeshiva Tomchei Temimim Lubavitzban avatták rabbivá.
Doktori (PhD) értekezését 2009-ben írta, melynek címe: Mitől hamis a hamis? – A zsidó történelem hírhedt hamisítványainak megítélése a szatmári Slomó Jehudá Friedländer talmudhamisítása példáján. 2010-ben a Debreceni Tudomány Egyetem Történelemtudományi Kara a történetfeltáró munkájának sikeres védését követően doktorrá avatta.
Elismert háláchá szaktekintély. A KERT, Közép-Kelet Európai Rabbik Tanácsának 2005 óta elnöke. Vezetőségi tagja a brüsszeli székhelyű Rabbinical Centre of Europe-nak. A Budapesti Ortodox Rabbinátus vezetője.
2012. augusztus 20-án a Magyar Érdemrend tisztikeresztjével tüntették ki.

## Oktatási egyesülettől a hitközség alapításig
A rendszerváltást követően, 1989 augusztusában költözött Budapestre a lubavicsi Rebbe küldötteként a feleségével, Batshevával, aki szintén Amerikában, debreceni Holokauszt-túlélők gyermekeként született. Megérkezésük évében megalapította a Chábád Lubavics Zsidó Nevelési és Oktatási Egyesületet és Alapítványt, hogy a magyarországi zsidóság körében terjessze és népszerűsítse a zsidó kultúrát, szokásokat és a vallást; a Bét Menáchem zsidó bölcsődét, óvodát 1993-ban, az iskolát 1995-ben hozták létre, mely intézményeket a felesége, Oberlander Batsheva vezet.
1991. április óta a Vasvári Pál utcai Sász Chevra zsinagóga rabbija.
Az 1990–1991-es tanév óta az ELTE jogi karán héber jogot, a 2008–2009-es tanév óta a SOTE-n pedig zsidó orvosi etikát is tanít.
1998-ban megalapította a Pesti Jesivát a Vasvári Pál utcai komplexumban. A Pesti Jesiva az első ilyen oktatási intézmény 1956 óta, amikor az utolsó magyarországi jesivát is bezárták Soltvadkerten és Pakson.
2003-ban alapítója és vezetője lett a Zsidó Tudományok Szabadegyetemének (ZsTSz), mely eddigi fennállása alatt mintegy 10 tankönyvet adott ki.
Amikor az egyesület tevékenysége már jóval meghaladta a tervezett határait, akkor 2004-ben Oberlander rabbi Köves Slomó frissen felavatott rabbival egyetemben megalapította az Egységes Magyarországi Izraelita Hitközséget (EMIH).
2014-ben megalakult a Haszid Budapesti Ortodox Rabbinátus, melynek Oberlander rabbi az Av Bét Dinje, vagyis vezetője.
2016-ban Oberlander rabbi vezetésével újraalapították a Budapesti Talmud Egyletet, melyet eredetileg Fleischmann Ede és Taub Gusztáv alapítottak 1842-ben.
A Chábád irányzatot, mióta 1989-ben Oberlander rabbi meghonosította Magyarországon, többi kritika érte, elsősorban a neológ irányzat részéről, főképpen azért, hogy az Magyarországon „idegen”, vagy hogy „nem autentikus”. A vádakkal szemben Oberlander magyarországi történelmi példákat szokott felsorolni, illetve saját williamsburgi neveltetését a Pápáról kivándorolt haszid közösségben.

## Írói és szerkesztői tevékenysége
Oberlander rabbi több folyóirat szerkesztője, mint az 1990 szeptemberében általa alapított Egység című havilapnak, vagy az 1996 októberében szintén általa alapított Gut Sábesz című hetilapnak, ezeken kívül pedig a Tél Tálpijot című rabbinikus folyóirat számainak.
Az újságokon kívül számos egyéb, klasszikus kiadvány szerkesztője és felelős kiadója is, mint például a magyar-héber nyelvű Sámuel imája – Zsidó imakönyvnek (Budapest, 1996, 2016), mely az ország szinte összes zsinagógájában megtalálható és több mint 10,000 példányban fogyott eddig. A hétköznapi imakönyv mellett, szintén kétnyelvű, külön újévi (Izrael fohásza – A zsidó újév imarendje, Budapest, 1997), jom kipuri Sámson fohásza – Engesztelőnap imarendje, Budapest, 1998) és szombati (Mózes Imája – Sábeszi imakönyv, Budapest, 2007) imakönyvet, peszáchra pedig Hágádát (Pészachi Hágádá, Budapest, 2006, 2008, 2011) is szerkesztésében adtak ki.
A zsidó tudományok (eddig 9 kötet) és a Zsidó Ismeretek Tára (eddig 31 kötet) főcímmel sorozatok jelennek meg a szerkesztésében, ezeken túl pedig magyar nyelven tesz elérhetővé Rási kommentárokat Szemelvények Rásinak a Tórához írt kommentárjából (eddig 15 kötet) címen.
Oberlander rabbi a Chábád – EMIH közös honlapján (www.zsido.com) a Kérdezd a Rabbit című rovatban a legkülönbözőbb, a 21. századra vonatkoztatott háláchikus vagy egyéb, zsidósággal kapcsolatos kérdésekre válaszol, melyek az archívumban visszamenőleg is elérhetők.
Önálló, héber nyelvű munkái közül kiemelendő a Hásziddur – Mivne vöNuszách Sziduro sel Ádmur Házákén báál háTánjá (Monsey, New York, 2003) és az Ámár Rává – Cijonim vöLikuté Heerot löSut Árugát Háboszem (Budapest, 2004).
Oberlander Báruch rabbinak Köves Slomó rabbival közösen jelent meg a Zsidó jog és etika (Budapest, 2009) című, a modern társadalmat érintő tanulmánykötete.

## Művei
- Oberlander Báruch–Köves Slomó: Zsidó jog és etika. Tanulmányok modern társadalmi kérdésekben; Egységes Magyarországi Izraelita Hitközség, Bp., 2009
- Talmud. Válogatott fejezetek, 1-2.; szerk. Oberlander Báruch, Köves Slomó; EMIH–Chábád Lubavics Zsidó Nevelési és Oktatási Alapítvány, Bp., 2017 (Klasszikus zsidó művek magyarul)